# Anton Schmerda
Anton Schmerda (1. února 1887 Brno – 19. května 1949 Brno) byl československý politik německé národnosti a meziválečný poslanec Národního shromáždění za Komunistickou stranu Československa.

## Biografie
Navštěvoval německojazyčné školy v Brně. Vyučil se typografem u firmy Winnicker a Schickardt. V tomto podniku se tiskl i sociálnědemokratický list Volksfreund. Díky tomu se Schmerda začal angažovat v rakouské sociální demokracii. Ve věku dvaceti let se stal předsedou Svazu rakouských dělníků (Verband der österreichischen Arbeiter) a na tomto postu setrval několik let. Po první světové válce působil jako úředník nemocenské pojišťovny (od roku 1919 v Šumperku). Byl členem levicového křídla německé sociální demokracie, pak se podílel na budování organizační sítě KSČ. Byl osobním přítelem spisovatele Ivana Olbrachta. Byl aktivní v organizaci Mezinárodní rudá pomoc.
V parlamentních volbách v roce 1925 získal mandát v Národním shromáždění za komunisty. Podle údajů k roku 1926 byl profesí úředníkem v Šumperku.
V letech 1931-1932 byl pro svou politickou aktivitu vězněn. Pracoval pak První pražské nemocenské pojišťovně v Brně a přestal se výrazněji politicky angažovat. Po nacistické okupaci zbytku českých zemí jej zatklo gestapo, ale po několika dnech byl propuštěn. Byl pak aktivní v ilegálních strukturách KSČ. V roce 1943 byl nacistickou justicí obviněn z velezrady a strávil 10 měsíců ve vězení. V květnu 1945 se podílel na přebírání moci v Brně. Zajišťoval také vydání prvního čísla obnoveného listu Rovnost. Pracoval v Antifašistickém výboru a spolurozhodoval o odsunu německého obyvatelstva z Brna.